# Редько, Александр Мефодиевич
Александр Мефодиевич Редько (1866—1933) — русский революционер, литератор, журналист.

## Биография
Родился 10 (22) апреля 1866 года в семье железнодорожного служащего, бывшего крепостного, в 1871 году поселившейся в Петербурге. Учился во 2-м реальном училище (1876—1883) вместе с сыном Н. В. Шелгунова Николаем, через которого вошёл в дом Шелгуновых, где усвоил идеи «шестидесятнического» радикализма. Окончив училище с отличием, «в знак протеста» отказался получать золотую медаль. В 1883 году поступил в Санкт-Петербургский технологический институт. Был казначеем и библиотекарем межинститутского кружка самообразования. Весной 1886 года в Киеве завязал сношения с группой народовольчески настроенных военных, друзей H. Н. Шелгунова. В сентябре того же года, будучи исключён из института как один из зачинщиков студенческих беспорядков, снова уехал в Киев, оттуда был выслан в город Смела Черкасского уезда Киевской губернии, а там в декабре арестован по делу военно-революционной организации. После 11 месяцев заключения в киевской тюрьме в сентябре 1887 года был административно сослан в Томскую губернию на 5 лет. Ссылку отбывал в Бийске и селе Алтайском, где, в частности, занимался оказанием юридической помощи населению. В 1893 году в Порт-Петровске поступил на инженерную службу в Общество Владикавказской железной дороги, на которой оставался до 1918 года. Служил во Владикавказе (откуда выезжал в Париж: август — октябрь 1900), в Кисловодске, с 1902 года состоял в правлении Общества в Петербурге (с 1895 добивался разрешения жить в столице; 17 октября 1901 года дал подписку об «отрешении» «от преступной деятельности на политической почве»). В 1901 году поступил на 3-й курс Института инженеров путей сообщения, который окончил в 1904 году. Преподавал инженерные дисциплины в Санкт-Петербургском практическом технологическом институте (1907—1913).
В литературе Редько дебютировал в 1899 — работой, написанной по следам этнографических наблюдений, сделанных им в ссылке, о влиянии демонологических верований на бытовое и правовое положение женщины «Нечистая сила в судьбах женщины-матери» («Этнографическое обозрение») и полемической статьи «Писарев перед судом учителя истории» (подпись: А. Тельшев), направленной против статей И. И. Иванова с ревизией писаревского наследия.
Редько опубликовал (1904—1918) в журнале «Русское богатство», в котором почти исключительно печатался, около 50 критических статей (за подписью А. Е. Редько, т. е. Александр и Евгения), написанных в соавторстве с женой (с 1893) Евгенией Исааковной (урождённая Шефтель; 1868—1955), тоже бывшей
ссыльной (в браке дочь Евгения). В ноябре 1909 года Редько единогласно избрали пайщиком-соиздателем журнала. В числе пайщиков была и жена.
Ход революции 1917 года от Февраля к Октябрю вызвал размышления Редько над «трагедией русской интеллигенции», чья «непосильно одинокая борьба с царизмом», начатая еще А. Н. Радищевым, внезапно «оказалась не в честь, а в поношение» и чью истинную вину он видел в роковом недостатке самоуважения, в готовности (подобно марксистам) считать умственный труд «непроизводительным»; интеллигенция участвовала «в разрушении обаяния умственной силы и вместе с тем и в разрушении России. В этом приходится сознаться». В 1920 году Редько - один из членов-учредителей Всероссийского союза писателей (Петроградское отделение).
В 1920-е годы Редько обобщил статьи о Л. Н. Толстом, Г. Ибсене, Г. Сенкевиче, О. Уайльде в книге «Литературно-художественные искания в конце XIX — начале XX вв.» (Л., 1924); много печатался как рецензент, писал о театре (книга «Театр и эволюция театральных форм», Л., 1926). Позднее Редько практически не участвовал в литературной жизни и занимался инженерной и преподавательской деятельностью, в Политехникуме путей сообщения и
Путейско-строительном институте инженеров железнодорожного транспорта.
Умер внезапно от сердечного приступа — в Ленинграде, 18 апреля 1933 года.

## Сочинения
- Литературно-художественные искания в конце XIX — начале XX вв.. — Л.: Сеятель, 1924. — 229 с.
- Театр и эволюция театральных форм. — М.: М. и С. Сабашниковы, 1926. — 132 с. (В соавт. с супругой Е. Редько).